# بئیکجال
بئیکجال (قزاقی: Биікжал) یک منطقه مسکونی در قزاقستان است که در استان آتیرائو واقع شده‌است.